# Johann Franz Wagner
Johann Franz Wagner (* 14. Juni 1733 in Ulm; † 23. April 1778 in Osnabrück) war ein deutscher Dichter, Philologe und Hochschullehrer.

## Leben
Johann Franz Wagner wurde 1733 in Ulm als Sohn eines Buchdruckers geboren. Er besuchte das dortige Akademische Gymnasium und ging anschließend auf Veranlassung seines Förderers, des Helmstedter Professors Franz Dominikus Häberlin, an die Universität Helmstedt, wo er ab 1753 Philosophie, Mathematik und evangelische Theologie studierte. Bereits 1754 war er als Hauslehrer für die vier Söhne des Hochschullehrers Christoph Timotheus Seidel tätig. Wagner war Mitglied, nachfolgend Sekretär und dann Senior der 1746 gegründeten und von Seidel geleiteten Herzoglichen Deutschen Gesellschaft in Helmstedt. Wagner erhielt 1756 vom kaiserlichen Pfalzgrafen und Augsburger Rathsherrn von Hartenstein den Titel eines kaiserlichen gekrönten Dichters. Wagner wurde zum Doktor der Philosophie promoviert, erhielt 1756 die Lehrbefähigung und hielt in Helmstedt Vorlesungen über Philosophie und Rhetorik. Ab 1759 war er Rektor der Helmstedter Stadtschule und gleichzeitig Kustos der Universitätsbibliothek. Im Jahr 1762 wurde er als außerordentlicher Professor für griechische Sprache und Literatur an das Collegium Carolinum in Braunschweig berufen, wo er zusätzlich Konrektor des Gymnasiums Katharineum war. Wagner ging 1763 als Professor und Rektor an das Ratsgymnasium in Osnabrück. Er starb dort 1778 im Alter von 44 Jahren.
Wagner verfasste lateinische Dissertationen, Gedichte und Rezensionen, u. a. für die Ephemerides Literariae Helmstadienses. Er übersetzte lateinische Klassiker wie etwa die Werke des Gaius Iulius Caesar (1765), des Curtius Rufus (1768), Ciceros Cato major (1770), die Kaiserbiographien des Sueton (1771), Sallusts De bello Iugurthino (1772) und die erste Dekade des Livius (1776/1777).

## Schriften (Auswahl)
- Versuch eines Beitrags zur Wahrheit und zum guten Geschmacke in Poesie und Prosa. 1758.
- Des Titus Livius aus Padua Römische Geschichte : was davon auf unsere Zeiten gekommen ist : aus dem Lateinischen ins Deutsche übersetzt von Johann Franz Wagner. 2. Aufl., Verlag der Meyerschen Hof-Buchhandlung, Lemgo 1816. (Digitalisat)
- Gaius Iulius Caesar: De bello Gallico. 1765. (Digitalisat)